# Газопереробний завод Каррата
Газопереробний завод Каррата — елемент нафтогазової інфраструктури Австралії на північному заході країни.
Завод працює з продукцією родовищ офшорного басейну Карнарвон, що надходить газопровідною системою Норт-Ранкін – Каррата. Він почав роботу в 1984 році та первісно працював лише для задоволення внутрішніх потреб, проте вже з 1989-го забезпечує підготованою сировиною завод зі зрідження газу Норз-Вест-Шельф ЗПГ. Станом на середину 2010-х ГПЗ Каррата міг подавати австралійським споживачам 16,7 млн м3 на добу (близько 6 млрд м3 на рік), в той же час, після запуску в 2008-му п'ятої лінії загальна потужність з виробництва ЗПГ досягнула 16,9 млн т на рік (23,7 млрд м3).
Технологічний процес газопереробного заводу, зокрема, включає:
- розділення конденсату та газової фракції;
- стабілізацію конденсату з вилученням ще наявних у ньому легких вуглеводнів (шість ліній стабілізації);
- вилучення з газової фракції зрідженого нафтового газу (ЗНГ, пропан-бутанова фракція);
- фракціонування газів, отриманих під час стабілізації конденсату та вилучення ЗНГ, що відбувається за допомогою деетанайзеру, депропанайзеру та  дебутанайзеру (три лінії фракціонування). Отримана у залишку фракція С5+ додається до конденсату.
Первісно лише частина пропану, отриманого під час фракціонування, знаходила використання в технологічному циклі заводу в системі охолодження, тоді як більшість пропану та бутану домішувалась назад до товарного газу (при цьому з 1988-го значно південніше діяв комплекс фракціонування у Квінані, що знову вилучав пропан та бутан із отриманого від ГПЗ Каррата ресурсу). В середині 1990-х на тлі очікуваного надходження додаткового ресурсу узялись за модернізацію цієї схеми, за якою ГПЗ Каррата також почав випускати товарні пропан та бутан, для відвантаження яких портове господарство комплексу доповнили новим причалом (втім, у відправленому до австралійської газотранспортної мережі газі ще залишалось достатньо ЗНГ, щоб забезпечити діяльність фракціонатора у Квінані).
Для зберігання продукції в Карраті створене сховище у складі двох резервуарів для пропану та бутану (52 000 м³ і 65 000 м³ відповідно) і чотирьох для конденсату загальною ємністю 324 000 м³.
Видача продукції для внутрішнього споживання відбувається по газопроводах Дампір – Банбері та Каррата – Порт-Гедленд – Телфер. Крім того, лише за три кілометри від ГПЗ знаходиться потужний комплекс азотної хімії, наразі відомий як завод Yara Pilbara.
За допомогою перемички завдовжки 3 кілометри ГПЗ Каррата сполучений з розташованим поруч заводом зі зрідження Плуто ЗПГ (став до ладу в 2012-му), що дозволяє оптимізувати використання їхніх потужностей та підвищити надійність постачання внутрішнім і зовнішнім споживачам).
Енергетичні потреби комплексу забезпечує власна ТЕС.